# Uche Nwofor
Uchena Innocent (Uche) Nwofor (Onitsha, 17 september 1991) is een Nigeriaans voetballer die bij voorkeur als aanvaller speelt. Nwofor kwam sinds 2010 uit voor het Nigeriaans voetbalelftal.

## Clubcarrière
Nwofor speelde in de jeugd bij Power United Academy en tussen 2008 en 2010 speelde hij 19 wedstrijden voor Anambra Pillars waarin hij zeven doelpunten maakte. In 2009 werd hij verhuurd aan Shooting Stars waar hij twaalf doelpunten in 23 wedstrijden maakte. Sinds 2010 speelde hij voor Enugu Rangers en op 3 maart van dat jaar debuteerde hij ook in het Nigeriaans voetbalelftal.
Vanaf het seizoen 2011-12 speelt hij voor VVV-Venlo. Die club verhuurt hem per 30 augustus 2013 aan Eredivisie-club sc Heerenveen. De Friese club heeft tevens een optie tot koop op de speler.
Hij maakte op 19 oktober 2013 zijn debuut in de thuiswedstrijd tegen Vitesse. Daarna liep Nwofor een enkelblessure op waardoor hij niet meer aan spelen toe kwam en op slechts drie invalbeurten bleef steken in het eerste elftal. Op 24 maart 2014 maakte hij een hattrick voor de beloftes van sc Heerenveen tegen FC Utrecht en daardoor won sc Heerenveen met 1-3. Vier dagen later maakte de clubleiding niettemin bekend geen prijs te stellen op een langer verblijf van de spits die na het seizoen weer terugkeert naar Venlo. Nwofor keerde terug bij VVV-Venlo waar zijn contract per 1 september 2014 ontbonden werd. Hij tekende in september 2014 een eenjarig contract bij K. Lierse SK. Dat lijfde hem transfervrij in nadat VVV-Venlo hem liet gaan. In 2015 tekende Nwofor bij het Portugese Boavista FC een contract voor 3 jaar. Begin september 2016 liet hij zijn contract ontbinden en vervolgens ging hij voor het Slowaakse AS Trenčín spelen. Vanaf medio 2017 zat hij zonder club. In april 2018 verbond Nwofor zich voor de rest van het seizoen aan Enugu Rangers. In juni 2018 verbond hij zich voor twee seizoenen aan JS Kabylie uit Algerije.

### Clubstatistieken
| seizoen | club             | land      | competitie                       | wed. | goals |
| ------- | ---------------- | --------- | -------------------------------- | ---- | ----- |
| 2008/09 | Anambra Pilars   | Nigeria   | Amateur League                   | 19   | 7     |
| 2009/10 | → Shooting Stars | Nigeria   | Premier League                   | ?    | 6     |
| 2010/11 | Enugu Rangers    | Nigeria   | Premier League                   | ?    | 5     |
| 2011/12 | VVV-Venlo        | Nederland | Eredivisie                       | 27   | 5     |
| 2012/13 | VVV-Venlo        | Nederland | Eredivisie                       | 25   | 8     |
| 2013/14 | VVV-Venlo        | Nederland | Eerste Divisie                   | 2    | 1     |
| 2013/14 | → sc Heerenveen  | Nederland | Eredivisie                       | 3    | 0     |
| 2014/15 | VVV-Venlo        | Nederland | Eerste Divisie                   | 3    | 0     |
| 2014/15 | K. Lierse SK     | België    | Eerste klasse                    | 12   | 2     |
| 2015/16 | Boavista         | Portugal  | Primeira Liga                    | 5    | 1     |
| 2016/17 | Boavista         | Portugal  | Primeira Liga                    | 0    | 0     |
| 2016/17 | AS Trenčín       | Slowakije | Fortuna Liga                     | 17   | 2     |
| 2017/18 | Enugu Rangers    | Nigeria   | Premier League                   |      |       |
| 2018/19 | JS Kabylie       | Algerije  | Algerian Ligue Professionnelle 1 | 19   | 4     |

## Interlandcarrière
| Interlands van Uche Nwofor voor Nigeria | Interlands van Uche Nwofor voor Nigeria | Interlands van Uche Nwofor voor Nigeria | Interlands van Uche Nwofor voor Nigeria | Interlands van Uche Nwofor voor Nigeria | Interlands van Uche Nwofor voor Nigeria |
| №                                       | Datum                                   | Wedstrijd                               | Uitslag                                 | Competitie                              | Goals                                   |
| Als speler van Shooting Stars           | Als speler van Shooting Stars           | Als speler van Shooting Stars           | Als speler van Shooting Stars           | Als speler van Shooting Stars           | Als speler van Shooting Stars           |
| --------------------------------------- | --------------------------------------- | --------------------------------------- | --------------------------------------- | --------------------------------------- | --------------------------------------- |
| 1                                       | 3 maart 2010                            | Nigeria – Congo-Kinshasa                | 5 – 2                                   | Vriendschappelijk                       | 0                                       |
| Als speler van VVV-Venlo                |                                         |                                         |                                         |                                         |                                         |
| 2                                       | 11 oktober 2011                         | Ghana – Nigeria                         | 0 – 0                                   | Vriendschappelijk                       | 0                                       |
| 3                                       | 14 augustus 2013                        | Zuid-Afrika – Nigeria                   | 0 – 2                                   | Vriendschappelijk                       | 2                                       |
| Als speler van sc Heerenveen            |                                         |                                         |                                         |                                         |                                         |
| 4                                       | 7 september 2013                        | Nigeria – Malawi                        | 2 – 0                                   | WK-kwalificatie                         | 0                                       |
| 5                                       | 10 september 2013                       | Nigeria – Burkina Faso                  | 4 – 1                                   | Vriendschappelijk                       | 0                                       |
| 6                                       | 28 mei 2014                             | Schotland – Nigeria                     | 2 – 2                                   | Vriendschappelijk                       | 1                                       |
| 7                                       | 4 juni 2014                             | Griekenland – Nigeria                   | 0 – 0                                   | Vriendschappelijk                       | 0                                       |
| 8                                       | 25 juni 2014                            | Nigeria – Argentinië                    | 2 – 3                                   | WK-eindronde 2014                       | 0                                       |
| 9                                       | 30 juni 2014                            | Frankrijk – Nigeria                     | 2 – 0                                   | WK-eindronde 2014                       | 0                                       |
| Als speler van Lierse SK                |                                         |                                         |                                         |                                         |                                         |
| 10                                      | 6 september 2014                        | Nigeria – Congo-Brazzaville             | 2 – 3                                   | Kwalificatie Afrika Cup                 | 0                                       |

Nwofor werd opgeroepen voor diverse vertegenwoordigende elftallen.
Op 3 maart 2010 maakte hij zijn debuut voor het Nigeriaanse nationale elftal in de met 5-2 gewonnen oefeninterland tegen Congo-Kinshasa. Op de Afrika Cup onder 20 in april 2011 werd hij topscorer van het toernooi. Ook nam hij in 2011 met Nigeria deel aan het Wereldkampioenschap voetbal onder 20 jaar. In 2013 werd hij opnieuw geselecteerd voor het Nigeriaanse nationale elftal. In de vriendschappelijke interland in en tegen Zuid-Afrika scoorde Nwofor als invaller twee doelpunten, waaronder een via een hakbal.
Nwofor werd door bondscoach Stephen Keshi geselecteerd voor het WK van 2014 in Brazilië. Op 25 juni maakte Nwofor zijn WK-debuut tegen Argentinië. Hij is daarmee de eerste speler die op een WK uitkomt terwijl hij onder contract staat bij VVV.

## Trivia
Er ontstond in augustus 2011 onduidelijkheid over de leeftijd van Nwofor. Een Noors advocatenkantoor heeft uitgezocht dat hij mogelijk twee jaar ouder is dan zijn paspoort vermeldt. De website van zijn eerste club Anambra Pilars vermeldde destijds bij hem de geboortedatum 28 februari 1989.